# Championnats panaméricains de cyclisme sur route de 2014
Navigation
Championnats panaméricains 2013 Championnats panaméricains 2015
Les Championnats panaméricains de cyclisme sont les championnats continentaux annuels de cyclisme sur route pour les pays membres de la Confédération panaméricaine de cyclisme. Ils sont organisés conjointement par la COPACI et la fédération mexicaine de cyclisme, avec l'appui de la Commission nationale de culture physique et sportive, de l'Institut de l'État de Puebla de culture physique et sportive, et de l'Association cycliste de l'État de Puebla.
Les championnats se déroulent du 6 mai au 11 mai 2014, au Mexique, dans l'État de Puebla. Les épreuves contre-la-montre se disputent dans la municipalité de Atlixco (es), tandis que les courses en ligne se déroulent sur le boulevard périphérique ouest (appelé Arco Oriente del Periférico Ecológico) de la ville de Puebla.
Avant le commencement des championnats, la fédération cycliste mexicaine attendait quelque deux cent cinquante concurrents, provenant d'une vingtaine de pays. Et  ce sont, officiellement, cent soixante-six hommes et quarante-huit femmes de vingt-et-une nationalités qui se disputent les trente-six sésames pour les Jeux panaméricains de 2015.
Les épreuves sont, en effet, qualificatives pour les Jeux panaméricains, qui ont lieu à Toronto, au Canada. Ainsi les cinq premières nations des contre-la-montre féminin et Élite masculin s'octroient un coupon pour les Jeux. Tandis que les treize premiers des courses en ligne féminine et Élite masculine en font de même.
Le parcours du contre-la-montre est un tracé plat développant 9,9 km. Les Espoirs ont à le parcourir trois fois, les Élites, quatre. Le tracé de la course en ligne est plus difficile, avec un passage montagneux. Il développe 14,8 km. Les féminines l'effectuent six fois.
Le 8 mai, Brian Cookson, le président de l'Union cycliste internationale (UCI) arrive sur place, pour assister aux épreuves et au congrès technique de la Confédération panaméricaine, qui a lieu le lendemain.

## Programme
Le programme sportif des championnats se définit comme suit :
- Jeudi 8 mai : Contre-la-montre individuel[4]
  - Dames Élite : 19,8 km (2 tours)
  - Messieurs Espoirs : 29,7 km (3 tours)
  - Messieurs Élite : 39,6 km (4 tours)

- Samedi 10 mai : Course en ligne[5]
  - Dames Élite : 74,9 km (7 tours)
  - Messieurs Espoirs : 139,1 km (13 tours)

- Dimanche 11 mai : Course en ligne[6]
  - Messieurs Élite : 171,2 km (16 tours)

## Participation
La convocation, publiée par les organisateurs, informe des conditions de participation et, notamment, du nombre maximum de participants que peuvent inscrire les fédérations par épreuve.
- Contre-la-montre individuel
  - Dames Élite : deux participantes par fédération, ayant dix-neuf ans et plus.
  - Messieurs Espoirs : deux participants par fédération, ayant de dix-neuf à vingt-deux ans.
  - Messieurs Élite : deux participants par fédération, ayant vingt-trois ans et plus.

- Course en ligne (Les conditions d'âge sont identiques.)
  - Dames Élite : six participants par fédération.
  - Messieurs Espoirs : six participants par fédération.
  - Messieurs Élite : six participants par fédération.

## Podiums
| Épreuves                                | Or                | Argent         | Bronze             |
| --------------------------------------- | ----------------- | -------------- | ------------------ |
| Compétitions masculines élite           |                   |                |                    |
| Course en ligne                         | Byron Guamá       | Joey Rosskopf  | Juan Pablo Suárez  |
| Contre-la-montre                        | Pedro Herrera     | Joey Rosskopf  | Carlos Oyarzún     |
| Compétitions masculines moins de 23 ans |                   |                |                    |
| Course en ligne                         | Fernando Gaviria  | Brayan Ramírez | Hernando Bohórquez |
| Contre-la-montre                        | Rodrigo Contreras | Ignacio Prado  | Carlos Ramírez     |
| Compétitions féminines                  |                   |                |                    |
| Course en ligne                         | Arlenis Sierra    | Megan Guarnier | Laura Lozano       |
| Contre-la-montre                        | Evelyn Stevens    | Serika Gulumá  | Megan Guarnier     |

## Déroulement des championnats

### 8 mai: les contre-la-montre individuels
La première journée des championnats voit la domination de la sélection colombienne. Elle remporte deux des trois titres en jeu et s'octroie en prime deux autres médailles. Les représentants américains effectuent, également, une bonne entrée en matière, avec trois médailles amassées (une dans chacun des métaux).
Les féminines sont les premières à s'élancer sur un circuit plat développant 9,9 km, qu'elles ont à parcourir deux fois. Dix-huit concurrentes se disputent le titre et les cinq coupons qualificatifs pour les Jeux panaméricains de 2015. L'Américaine Evelyn Stevens s'impose avec douze secondes d'avance sur la Colombienne Serika Gulumá et soixante-cinq sur sa compatriote Megan Guarnier. Stevens devance de onze secondes Gulumá, au bout d'un tour et réussit à préserver son avantage. Tandis que Guarnier qui disposait de dix secondes d'avance sur la Brésilienne Clemilda Fernandes, à mi-parcours, n'en conserve que deux, à l'issue de l'épreuve. La vainqueur du contre-la-montre des Jeux sud-américains, Fernanda Souza (pt), pourtant à quelques secondes d'une hypothétique médaille de bronze, après dix kilomètres, termine neuvième à vingt-cinq secondes de la médailles.
Outre les délégations colombienne et américaine, la sélection brésilienne s'offre une place pour les Jeux, avec la quatrième place de Fernandes. Les deux derniers coupons sont pour le Venezuela, grâce à Angie González, cinquième, et pour le pays organisateur, avec le septième rang de la tenante du titre Íngrid Drexel. Evelyn Stevens, vainqueur de la compétition, se qualifie, automatiquement, pour le contre-la-montre individuel des championnats du monde qui ont lieu en Espagne, en septembre. Sa victoire permet, également, à la fédération américaine d'avoir une seconde représentante dans cette même épreuve.
Puis c'est au tour des Espoirs masculins de se disputer le titre panaméricain. Vingt-cinq partants s'affrontent sur la distance de 29,7 km (soit trois tours), deux abandonnent. Le vainqueur est le Colombien Rodrigo Contreras. Il domine la concurrence en obtenant le meilleur temps, lors de chacun des trois tours. Bien qu'affichant un débours d'1 min 38 s, le Mexicain Ignacio Prado s'octroie la médaille d'argent, en s'intercalant entre Contreras et le champion de Colombie 2014 de la discipline, Carlos Mario Ramírez. Ce dernier échoue de sept secondes pour la place de dauphin. Mais, en retard de 3 s 5 sur le vainqueur sortant, le Chilien José Luis Rodríguez, après deux tours, il obtient la médaille de bronze pour un peu plus d'une seconde. Prado et Ramírez, en réalisant, tous les deux, 11 min 58 s, ne pointaient qu'au sixième rang provisoire, au bout de dix kilomètres. Alors que l'Américain Justin Mauch, cinquième au classement final, occupait pourtant la deuxième place, au premier temps intermédiaire, position qu'il gardait encore à l'issue du tour suivant.
La troisième médaille d'or, distribuée dans la journée, est attribuée au tout nouveau champion de Colombie de la spécialité Pedro Herrera. Vingt-six Élites masculins étaient engagés mais deux ne se présentent pas au départ. Les concurrents avaient quatre tours du même circuit à effectuer, soit 39,6 km. À l'issue du premier tour, le tenant du titre chilien Carlos Oyarzún est le meilleur temps. Il devance Herrera de cinq secondes et l'Équatorien Segundo Navarrete, de vingt-et-une. À mi-parcours, le Colombien prend la tête et ne la quitte plus. Oyarzún est provisoirement deuxième et l'Américain Joey Rosskopf fait son entrée dans le top 3. Au tour suivant, les six premiers à l'arrivée sont déjà classés dans cet ordre. Rosskopf, malgré le meilleur "chrono" dans l'ultime révolution, termine à quinze secondes du titre. Il prend, toutefois, la deuxième place à Oyarzún. Tandis que Navarrete rétrograde à la cinquième place. Il s'intercale entre le Colombien Juan Pablo Suárez et son compatriote José Ragonessi.
Les sélections colombienne, américaine, chilienne et équatorienne obtiennent leurs qualifications pour les Jeux panaméricains de l'an prochain, en compagnie du Venezuela qui s'assure le dernier coupon, grâce à la septième place de Carlos Gálviz.

### 10 mai: les courses en ligne dames et Espoir hommes
Les deux courses du jour voient deux confirmations. La Cubaine Arlenis Sierra garde son titre, acquis l'année précédente, tandis que la sélection colombienne entérine sa domination sur ces championnats, en classant ses cinq sélectionnés aux cinq premières places de la course des moins de 23 ans.
Les féminines se disputent sur le boulevard périphérique de Puebla, le titre et les treize coupons pour les prochains Jeux panaméricains de Toronto, sur une distance d'environ soixante-quinze kilomètres. L'altitude (plus de 2 000 m) et le tracé rendent sélectif le circuit qu'elle ont à parcourir sept fois. Le départ est donné avec près de trois-quarts d'heure de retard. Dès le début, de nombreuses tentatives d'échappées ont lieu, mais les Mexicaines et les Cubaines, sûres de leurs sprinteuses, veillent et annihilent toutes velléités d'attaque. Peu avant la mi-course, sept concurrentes (dont une Cubaine et une Mexicaine) s'enfuient sous l'impulsion de l'Américaine Megan Guarnier. L'entente règne entre elles et l'écart grandit. Il passe de 1 min 30 s au sixième tour à 2 min 50 s. Malgré des attaques incessantes et sans succès, dans les dix derniers kilomètres, six fugueuses se disputent les médailles au sprint. Arlenis Sierra prend le meilleur sur, respectivement, Megan Guarnier et la Colombienne Laura Lozano. Guarnier obtient ainsi sa deuxième médaille des championnats, tandis que les deux Brésiliennes Flávia Oliveira et Marcia Fernandes terminent au pied du podium.
Puis c'est au tour des Espoirs masculins de se disputer leur second titre. Des cinquante-quatre concurrents au départ, seuls dix sont classés à l'arrivée. Les moins de 23 ans s'affrontent sur le même parcours que les dames mais celui-ci est à effectuer treize fois, soit 139,1 km. Après quelques escarmouches, les Colombiens assomment la course en s'échappant à quatre dans le troisième tour. Un temps accompagnés par le Costaricien Rodolfo Villalobos, les quatre hommes deviennent vite injoignables. Mieux ils éliminent bon nombre de participants, en leur prenant un tour (comme le règlement le stipule). À l’arrivée, Fernando Gaviria devance ses compatriotes Brayan Ramírez et Hernando Bohórquez.

### 11 mai: la course en ligne hommes
Le parcours exigeant et l'altitude sélectionnent rapidement le peloton en différents petits groupes de coureurs. À trois tours de l'arrivée, quatre hommes prennent la fuite pour se disputer le titre au sprint. L'Équatorien Byron Guamá dispose de l'Américain Joey Rosskopf et des Colombiens Juan Pablo Suárez et Luis Felipe Laverde. Le cinquième, un autre cafetero, Weimar Roldán arrive avec un retard de 1 min 27 s.

## Tableau des médailles
Dix-huit médailles ont été distribuées lors des compétitions.
| Rang  | Nation     | Or | Argent | Bronze | Total |
| ----- | ---------- | -- | ------ | ------ | ----- |
| 1     | Colombie   | 3  | 2      | 4      | 9     |
| 2     | États-Unis | 1  | 3      | 1      | 5     |
| 3     | Cuba       | 1  | 0      | 0      | 1     |
| -     | Équateur   | 1  | 0      | 0      | 1     |
| 5     | Mexique    | 0  | 1      | 0      | 1     |
| 6     | Chili      | 0  | 0      | 1      | 1     |
| Total | Total      | 6  | 6      | 6      | 18    |